# Madden NFL 99
Madden NFL 99 è un videogioco sportivo sviluppato e pubblicato dall'Electronic Arts nel 1998 per le principali piattaforme di gioco. È il secondo videogioco della Madden NFL. Sulla copertina come testimonial sono presenti John Madden nella versione nordamericana e Garrison Hearst in quella europea.